# Toyota Racing Development
Toyota Racing Development (TRD) est, tout comme Toyota Gazoo Racing Europe ou l'ex-Toyota F1 Team, une filiale sportive officielle du constructeur automobile Toyota. TRD, créée en 1979, se divise aujourd’hui en deux branches : TRD Japan et TRD USA.
TRD USA est spécialisée dans la préparation de véhicules pour les compétitions en Amérique du Nord en :
- NASCAR :
  - Cup Series;
  - Xfinity Series;
  - Camping World Truck Series.
- Grand-Am Sports Touring;
- National Hot Rod Association (NHRA);
- Championnat tout terrain (CORR);
- Baja 1000;
- IMSA CART's Championship World Series;
- Toyota Atlantic Series;
- Indy Racing League.

TRD Japan est engagé dans :
- le Super GT (JGTC);
- le championnat de Formule 3 national;
- l'ESSO Formula Toyota Series;
- la Netz Cup.